# Pologne 1863
Pologne 1863 (en polonais : Polonia - Rok 1863) ou La Pologne aux fers (Zakuwana Polska) est un tableau, inachevé, peint à l'huile sur toile par Jan Matejko en 1864, en réponse à ses expériences lors de l'insurrection de Janvier. Il est conservé au musée Czartoryski, à Cracovie.

## Historique
L'artiste n'a pas trouvé l'occasion d'exposer l'œuvre en public et – craignant pour sa sécurité et celle de sa famille – l'a conservée derrière le poêle de sa maison. Elle y est restée cachée pendant plusieurs années avant de tomber entre les mains de la famille Czartoryski.

## Description
La Pologne est représentée comme une jeune femme menottée dans une robe noire, déchirée aux épaules, avec la Ruthénie représentée à sa gauche comme une femme en blanc arrachée violemment loin d'elle et la Lituanie comme une femme partiellement nue allongée dans une mare de sang dans le coin inférieur gauche. L'œuvre montre Mikhaïl Mouraviov, qui a réprimé le soulèvement en Lituanie, dont le sabre touche la Lituanie, et le général Friedrich von Berg, qui s'est chargé de la répression dans le royaume de Pologne.
À l'arrière-plan, au centre, se trouve un manifeste proclamant le déclenchement de l'insurrection de Janvier, sous les armoiries du royaume de Pologne, superposées aux armoiries impériales russes. La scène générale se déroule dans une église profanée remplie de soldats russes vêtus de robes liturgiques et buvant du vin dans des calices. Au sol se trouve une pierre tombale, symbolisant les ancêtres des Polonais, tandis qu'à droite, un groupe de soldats surveille une foule, dont un insurgé blessé et un frère capucin, probablement des Polonais en attente d'exil en Sibérie. Au fond à droite, la baïonnette d'un autre soldat perce un crucifix sur le mur. Les spectateurs de la famille juive sur la droite attendent le résultat.